# Eois numida
Eois numida är en fjärilsart som beskrevs av Druce 1892. Eois numida ingår i släktet Eois och familjen mätare. Inga underarter finns listade i Catalogue of Life.